# Смислов Валентин Іванович
Валентин Іванович Смислов (22 липня 1928, місто Невель, тепер Псковської області, Російська Федерація — 12 березня 2004, місто Москва, Російська Федерація) — радянський державний діяч, 1-й заступник міністра суднобудівної промисловості СРСР, 1-й заступник голови Держплану СРСР. Член ЦК КПРС у 1986—1990 роках.

## Життєпис
У 1951 році закінчив Ленінградський кораблебудівний інститут.
У 1951—1959 роках — технолог цеху, начальник технологічного бюро, начальник цеху, головний технолог, головний будівельник Зеленодольського суднобудівного заводу імені Горького Татарської АРСР.
Член КПРС з 1956 року.
У 1959—1960 роках — на відповідальній інженерній роботі на Пензенському дизельному заводі.
У 1960—1966 роках — провідний будівельник, заступник головного інженера, головний інженер, у квітні 1966 — серпні 1969 року — директор Зеленодольського суднобудівного заводу Татарської АРСР.
У 1969—1977 роках — начальник Всесоюзного об'єднання «Суднозакордонпостачання».
У 1977—1981 роках — начальник 2-го головного управління і член колегії міністерства суднобудівної промисловості СРСР.
У 1981—1984 роках — заступник міністра, у 1984—1985 роках — 1-й заступник міністра суднобудівної промисловості СРСР.
У 1985—1991 роках — 1-й заступник голови Державної планової комісії (Держплану) СРСР з питань військово-промислового комплексу. Одночасно у 1986—1991 роках — 1-й заступник голови Військово-промислової комісії при Раді Міністрів СРСР. У 1991 році — радник міністра з питань оборонного комплексу СРСР.
З 1991 року — персональний пенсіонер у Москві.
Помер 12 березня 2004 року в Москві. Похований на Троєкуровському цвинтарі Москви.

## Нагороди і звання
- два ордени Трудового Червоного Прапора
- орден «Знак Пошани»
- ордени
- медалі
- Державна премія СРСР (1979)